# Endeavour Field
O Endeavour Field, popularmente chamado de Shark Park, é um estádio localizado em  Woolooware, região metropolitana de Sydney, no estado de Nova Gales do Sul, na Austrália, possui capacidade para 22.000 pessoas, foi inaugurado em 1960, é a casa do time de rugby league Cronulla-Sutherland Sharks